# Mapello
Mapello ist eine italienische Gemeinde (comune) mit 6946 Einwohnern (Stand 31. Dezember 2023) in der Provinz Bergamo, Region Lombardei.

## Weblinks

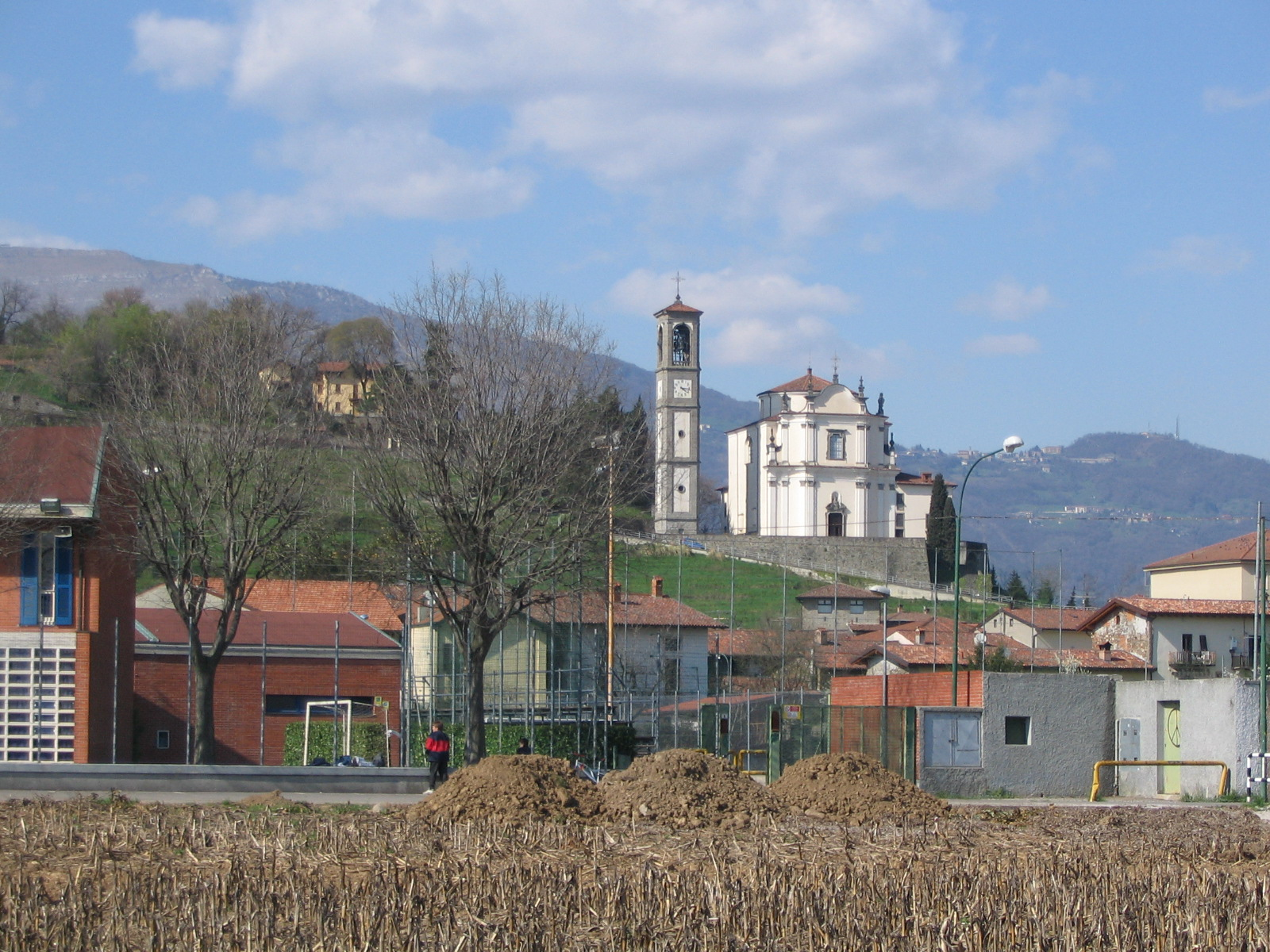
Pfarrkirche San Michele
Piazza 4 Novembre mit dem Rathaus
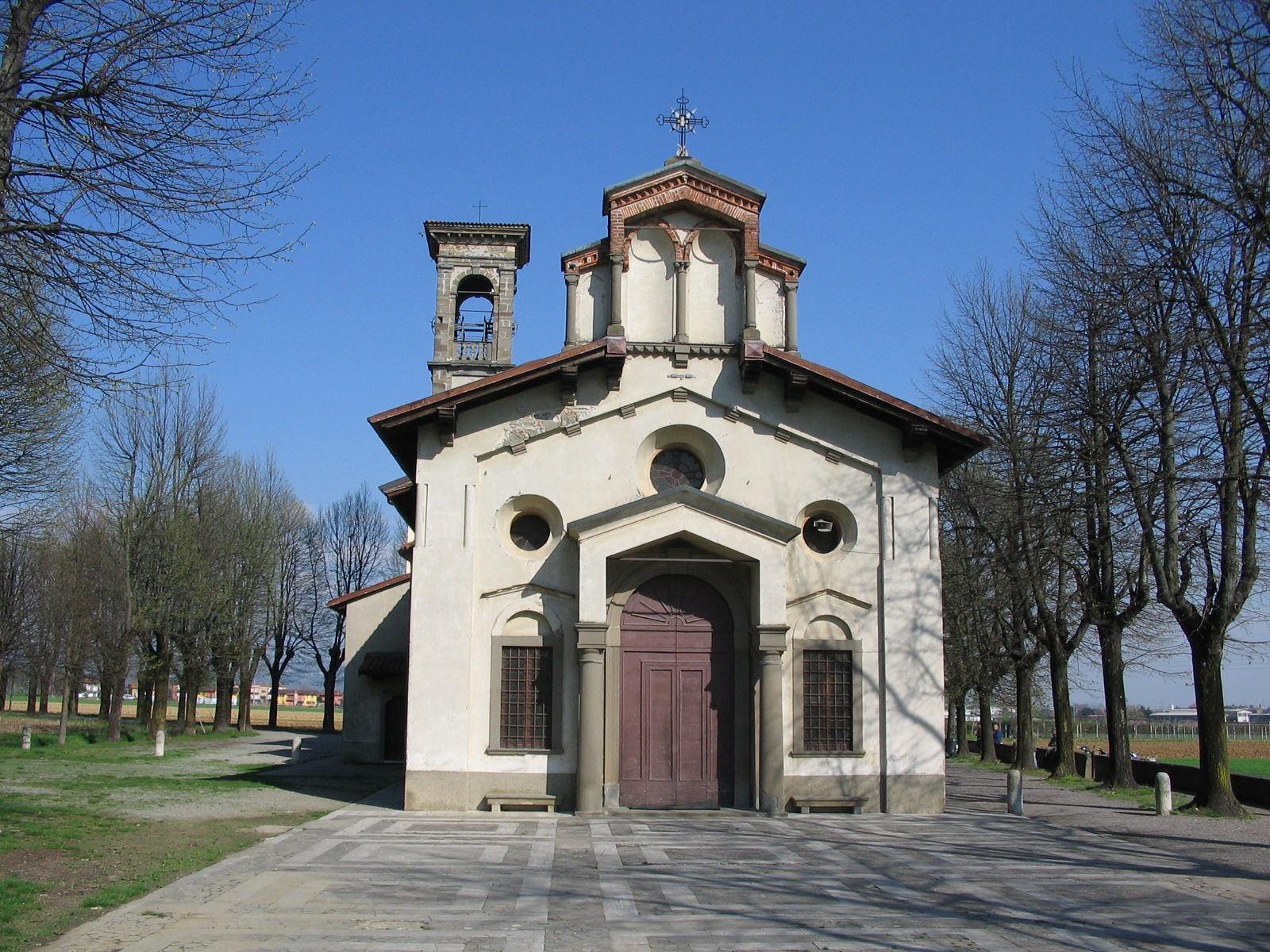
Madonna di Prada

## Geographie
Mapello liegt am Fuße des Monte Canto 10 km westlich von Bergamo und etwa 40 km nordöstlich von Mailand. Die Nachbargemeinden sind Ambivere, Barzana, Bonate Sopra, Brembate di Sopra, Palazzago, Ponte San Pietro, Presezzo, Sotto il Monte Giovanni XXIII und Terno d’Isola.

## Gemeindepartnerschaften
- Sasbach,  (Baden-Württemberg)